# William Gowe Ferguson
William Gowe Ferguson, född omkring 1632, död 1695, var en skotsk konstnär.
Fergusson var verksam i Utrecht 1648-51, i Haag 1660-68 och i Amsterdam 1681. Ferguson representerade i sina landskap samtidens italieniserade riktning. Mest gjorde han sig dock känd som stillebenmålare av holländsk skolning. God komposition, lätt teknik och en frisk färgställning utmärker hans arbeten, vars motiv främst utgörs av dött villebråd med gevär och jaktväskor.